# انتشار خلفي عصبي
الانتشار الخلفي العصبي هو الظاهرة التي تحدث بعد توليد جهد فعل العصبون لحسكات الجهد الكهربائي على طول المحوار (الانتشار الطبيعي)، إذ تتولد بموجبها نبضة أخرى من جسم الخلية وتنتشر باتجاه الأجزاء الذروية للزوائد الشجرية أو التغصنات، التي ينشأ عنها الكثير من المدخلات الأصلية الآنية. بالإضافة إلى تنشيط الانتشار الخلفي لجهد الفعل، يحدث أيضًا انتشار كهربائي منفعل (لافاعل). توجد أدلة كافية تثبت وجود جهود فعل الانتشار الخلفي، إلا أن وظيفة جهود الفعل هذه وامتدادها الواسع الذي يصل إلى التغصنات القاصية ما يزال موضع جدل كبير.

## الوظائف
لم يتوصل العلماء إلى إجابات على العديد من الأسئلة المتعلقة بالانتشار الخلفي العصبي، إلا أن هنالك عددًا من الفرضيات المتعلقة بوظائفه. تشمل بعض الوظائف المقترحة اللدونة المشبكية، والمشاركة في التثبيط التغصني-التغصني، وتعزيز الاستجابة المشبكية، وإعادة تعيين جهد الغشاء الخلوي، والأفعال الراجعة للمشابك والمخرجات المحوارية الشرطية. يُعتقد أن الانتشار الخلفي العصبي يساعد في تشكيل «إل تي بّي» (التقوية طويلة الأمد) بالإضافة إلى لدونة هيب في مشابك الحصين. نظرًا إلى أن تحريض «إل تي بّي» الاصطناعي، باستخدام تحفيز المسرى الكروي وملقاط الجهد الكهربائي وما إلى ذلك، يتطلب أن تكون الخلية بعد المشبكية مستقطبةً بمقدار ضئيل عند إحداث «إي بّي إس بّي»، يمكن أن يعمل الانتشار الخلفي كوسيلة لإزالة استقطاب الخلية بعد المشبكية.
تحفز جهود فعل الانتشار الخلفي التقوية طويلة الأمد من خلال عملها كإشارة تخبر الخلية قبل المشبكية بإطلاق الخلية بعد المشبكية. علاوةً على ذلك، تُعرف اللدونة المعتمدة على زمن الحسكات بالإطار الزمني الضيق الذي يحفز اللدونة عن طريق الإطلاق العرضي لمشابك العصبونات قبل المشبكية وبعد المشبكية. يحدث الانتشار الخلفي العصبي في هذا الإطار ليتفاعل بدوره مع مستقبلات «إن إم دي إيه» في التغصنات الذروية عبر المساعدة في إزالة كتلة Mg2+ الحساسة للجهد الكهربائي (والترز وآخرون، 2004). تسمح هذه العملية بتدفق كميات غزيرة من الكالسيوم، ما يثير سلسلة أحداث تنتهي بإحداث التقوية.
تقترح النشرات الحالية أن جهود فعل الانتشار الخلفي مسؤولة عن تحرير النواقل العصبية الراجعة والعوامل الغذائية التي تساهم في الفعالية قصيرة الأمد وطويلة الأمد بين عصبونين. وبما أن جهود فعل الانتشار الخلفي تعرض نسخةً من نمط إطلاق محوار العصبونات، فإنها تساعد في إنشاء تزامن بين العصبونات قبل المشبكية وبعد المشبكية (والترز وآخرون، 2004).
بشكل أهم، تُعد جهود فعل الانتشار الخلفي ضروريةً من أجل تحرير عامل التغذية العصبية المشتق من الدماغ (بي دي إن إف). «بي دي إن إف» هو مكون رئيسي في تحفيز اللدونة المشبكية وتطويرها (كوزيسكي ن. وبورشر س. وفيراند ن.، 2008). بالإضافة إلى ذلك، أظهرت جهود فعل الانتشار الخلفي أنها تحفز إحداث فسفتة تعتمد على «بي دي إن إف» لبروتين ربط العنصر الذي يستجيب لأحادي فسفات الأدينوزين الحلقي (سي آر إي بي)، الذي يُعرف بأنه مكون أساسي في اللدونة المشبكية وتشكيل الذاكرة (كوزيسكي ن. وبورشر س. وليسمان ف. وآخرون، 2008).

## الخوارزمية
في حين ينتج عن العمل المفترض لجهد فعل الانتشار الخلفي تغيرات في وزن الاتصال قبل المشبكي، لا وجود لآلية إشارة خطأ بسيطة تنتشر عبر الطبقات المتعددة للعصبونات، كما هو الحال في خوارزمية الانتشار الخلفي في الحاسوب. رغم ذلك، أظهرت الهياكل الخطية البسيطة أن الحساب الفعال ممكن عبر الانتشار الخلفي للإشارة بمعناه البيولوجي.